# Urs W. Studer
Urs Walter Studer (* 26. November 1949 in Luzern, heimatberechtigt in Luzern und Escholzmatt) ist ein Schweizer Politiker (FDP, später parteilos).

## Biografie
Urs W(alter) Studer kam am 26. November 1949 in Luzern als Sohn des Walter Studer und der Sylvia Schucan zur Welt. Er besuchte die Schulen in Luzern und bestand an der Kantonsschule Luzern die Matura. Studer absolvierte ein Studium der Rechte an der Universität Zürich und schloss das Studium im Januar 1974 als lic. iur. ab. Im März 1976 erlangte er das Luzerner Anwaltspatent. Er arbeitete zuerst als Anwalt und wurde anschliessend Obergerichtsschreiber im Kanton Luzern. Danach war er Amtsrichter und Amtsgerichtspräsident II Luzern Stadt. 
Urs W. Studer war von 1978 bis 1986 Präsident der Bürgermusik Luzern (später Ehrenpräsident). Er amtierte zudem als Präsident des Pensioniertenvereins der Stadt Luzern, der Personalvereinigung Strasseninspektorat und als Präsident des Städtischen Personalvereins. 
Urs W. Studer war auf kantonaler Ebene zwischen 1979 und 1999 Mitglied des Luzerner Grossen Rats (heute Kantonsrat). Da er bei der Nominierung zum Nachfolger von Franz Kurzmeyer als Stadtpräsident innerhalb der FDP gegen seinen Cousin Peter Studer unterlag, trat er aus der LPL aus und kandidierte als Unabhängiger. Er gewann die Wahl und wurde 1996 Stadtpräsident von Luzern. Dieses Amt übte er bis 2012 aus. 
Urs W. Studer heiratete Susi Bühlmann und ist dreifacher Vater.